# Nyctibius
Nyctibius és un gènere d'ocells, únic de la família dels nictíbids (Nyctibiidae), que pertany a l'ordre dels caprimulgiformes. Fan 23 – 50 cm, depenent de l'espècie. El plomatge és de colors críptics, grisos i bruns, barrejats i motejats. Al contrari que els autèntics enganyapastors, no tenen cerres facials, sinó plomes a cada costat de la boca, que és molt gran. Tenen les ales llargues i apuntades i potes curtes. El bec és curt amb la punta ganxuda. Els joves són blancs amb uns pocs esguits foscos.
Aus nocturnes, descansen de dia en postura rígida, sobre una soca o el pal d'una tanca. Viuen als boscos de la zona neotropical, des del sud de l'Amèrica del Nord fins a l'Amèrica del Sud, a través de l'Amèrica central.
No fan niu, sinó que ponen l'únic ou (de vegades dos) directament sobre rames trencades, soques o sota l'escorça d'un arbre.
Es llancen des d'una posta sobre els insectes dels quals s'alimenta: arnes, escarabats, grills, tèrmits, etc.

## Taxonomia
Aquesta família és molt pròxima a la dels caprimúlgids (Caprimulgidae). El gènere té 7 espècies:
- nictibi alablanc (Nyctibius leucopterus).
- nictibi andí (Nyctibius maculosus).
- nictibi comú (Nyctibius griseus).
- nictibi cuallarg (Nyctibius aethereus).
- nictibi del Carib (Nyctibius jamaicensis).
- nictibi gros (Nyctibius grandis).
- nictibi rogenc (Nyctibius bracteatus).